# Russelia tepicensis
Russelia tepicensis är en grobladsväxtart som beskrevs av Robinson. Russelia tepicensis ingår i släktet Russelia och familjen grobladsväxter. Inga underarter finns listade i Catalogue of Life.